# 科靈市鎮
科靈市鎮（丹麥語：Kolding Kommune）是丹麥的一個市鎮，位於日德蘭半島東岸，與菲英島隔小貝爾特海峽相望，屬南丹麥大區。面積605平方公里，2009年人口88,519人。行政中心为科靈。